# Trio à cordes no 2 de Hindemith
Pour les articles homonymes, voir Trio à cordes (homonymie).
Le Trio à cordes no 2 est un trio pour violon, alto et violoncelle de Paul Hindemith composé en 1933.

## Structure
Le trio comprend quatre mouvements :
1. Modérément animé
2. Scherzo (en si bémol majeur)
3. Lent - Vif - Lent
4. Finale: Strette, à 
.